# Zbigniew Safjan
Zbigniew Kazimierz Safjan (ur. 2 listopada 1922 w Warszawie, zm. 6 grudnia 2011 tamże) – polski pisarz, scenarzysta i dziennikarz.

## Życiorys
Pochodził z rodziny żydowskiej. W czasie II wojny światowej został zmuszony do wstąpienia do służby pomocniczej przy Grenzschutzu. Następnie został wcielony do Ludowego Wojska Polskiego, gdzie dosłużył się stopnia podporucznika. Według zasobów archiwalnych Instytutu Pamięci Narodowej w 1951 został zarejestrowany przez Wydział I Oddziału I Głównego Zarządu Informacji Wojska Polskiego jako tajny współpracownik ps. „Żerań”. Również od 1951 kierował działem propagandy w Centralnym Zarządzie Księgarstwa.
Ukończył studia na Akademii Nauk Politycznych w Warszawie. W latach 1967–1990 był członkiem Polskiej Zjednoczonej Partii Robotniczej, a w latach 1971–1973 członkiem Komitetu Warszawskiego PZPR. Był członkiem Rady Krajowej Patriotycznego Ruchu Odrodzenia Narodowego w 1983 roku. W 1983 został wybrany w skład Krajowej Rady Towarzystwa Przyjaźni Polsko-Radzieckiej. W latach 1983–1989 był członkiem Narodowej Rady Kultury. Znalazł się na liście Kisiela. W grudniu 1985 wszedł w skład Zespołu do przygotowania „Tez Zjazdowych” na X Zjazd PZPR, który odbył się w lipcu 1986.
Autor scenariuszy do popularnych filmów i seriali, m.in.: Potem nastąpi cisza, Do krwi ostatniej, Kanclerz, Dziewczyna z Mazur, niektóre we współpracy z Andrzejem Szypulskim (pod pseudonimem Andrzej Zbych): Stawka większa niż życie, Najważniejszy dzień życia, Życie na gorąco.
Dziennikarz m.in. miesięcznika „Polska”, warszawskiej „Kultury”, „Nowin Literackich i Wydawniczych”, „Skandali”, „Bez Pardonu”. W latach 2004–2007 był redaktorem naczelnym miesięcznika „Słowo Żydowskie”.
Pochowany w Alei Zasłużonych na cmentarzu Powązki Wojskowe w Warszawie (kwatera D31-tuje-4).

## Życie prywatne
Ojciec Marka Safjana.

## Twórczość literacka
- Wiosna przychodzi jesienią (1955)[14],
- Potem nastąpi cisza (1963)[15],
- Włamywacze (1971)[16],
- Strach (1973)[17],
- Pole niczyje (1976)[18],
- Kanclerz (1987)[19].

## Odznaczenia i nagrody
- Krzyż Kawalerski Orderu Odrodzenia Polski
- Krzyż Oficerski Orderu Odrodzenia Polski
- Medal 40-lecia Polski Ludowej[20]
- Odznaka „Zasłużony Działacz Kultury”
- Statuetka Gwiazdy Telewizji Polskiej (z okazji 50-lecia TVP)
- Nagroda Trybuny Ludu  (1982)[21]
- Nagroda Ministra Obrony Narodowej III stopnia w dziedzinie literatury za powieść „Zanim przemówią” (1962)[22]